# Ketel (Propst)
 Ketel auch: Henrircius Kroch, Kroth, alias Ketels von Lübeck (* um 1450; † um 1520), war Klosterpropst des Klosters Uetersen und Domherr zu Schleswig und Lübeck.

## Leben
Propst Ketel war der Nachfolger von Johann Schauenburg und war ein Edelmann und Domherr zu Schleswig. Er wurde von Priorin Mette von der Wisch und dem Konvent auf Fürbitte von Paul Rantzau, dem Bruder von Johann Rantzau erwählt und ungeachtet der Bitte der damaligen Gräfin von Schauenburg wieder abgesetzt, „weil er sich etliche Dinge zu Schulden kommen lassen, die Priorin und Convent nicht dulden konnten“. Ketel war mit dem Domherren Henricius Kroch, bzw. Kroth, alias Ketels von Lübeck, der in einer Urkunde vom 28. Februar 1510 erwähnt wurde, identisch. Ketel verstarb um 1520, sein Nachfolger wurde Benedikt von Ahlefeldt.